# Gressittia
Gressittia (лат.) — род слепней из подсемейства Chrysopsinae.

## Внешнее строение
У самкок тело слабо опушенное. Глаза округлые, голые, без полосок. Лицо выпуклое, округлое, голое, блестящее. Усики стройные, первый и второй членики маленькие. Базальная пластинка жгутика с тупым или закругленным дорсальным углом. Палочка тонкая, четырёхугольная. Щупики обычно короткие и широкие, сжаты с боков. Хоботок короткий, с крупной мясистыми сосательными лопастями. Шпоры на бёдрах задних ног очень маленькие или отсутствуют. Крылья с характерным рисунком из двух темных полос. Последние сегменты брюшка дорсовентрально сдавлены.
У самцов голова большая. Глаза голые, сближены. Верхние фасетки заметно крупнее нижних и задних. Глазковый бугорок выступающий, выступающий над уровнем глаз. Лицо полностью покрыто пыльцой. Усики более стройные, чем у самки. Второй членик щупиков субцилиндрический или несколько лопатовидный и слегка изогнутый.

## Биология
Биологические особенности не известны.

## Классификация
Род назван в честь американского энтомолога Джадсона Линсли Гресситта. Известно 12 видов, в том числе.
- Gressittia apicalis Philip & Mackerras, 1960
- Gressittia aterrima (Schuurmans Stekhoven, 1926)
- Gressittia baoxingensis Wang & Liu, 1990
- Gressittia birumis Philip & Mackerras, 1960
- Gressittia emeishanensis Wang & Liu, 1990
- Gressittia flava Philip & Mackerras, 1960
- Gressittia fusca (Schuurmans Stekhoven, 1926)
- Gressittia mackerrasi Philip, 1963
- Gressittia media Philip & Mackerras, 1960
- Gressittia nepalensis Philip & Mackerras, 1960
- Gressittia pulchripennis (Austen, 1937)
- Gressittia titsadaysi Philip, 1980

## Распространение
Представители рода встречаются преимущественно в Ориентальной области и один вид (Gressittia pulchripennis) отмечен в Афротропике в Кении.